# خوان فرر
خوان فرر (اسپانیایی: Juan Ferrer‎; ۲۴ اوت ۱۹۵۵ – ۲۲ اکتبر ۲۰۱۵) جودوکار اهل کوبا بود.